# Письмо микмак
Письмо микмак — пиктографическая система письма, использовавшаяся до XIX века индейцами микмак, проживающими на востоке Канады и США. В отличие от более развитых иероглифических письменностей, письмо микмак состояло только из логографических элементов.

## Происхождение
По утверждениям французского католического миссионера Кретьена Ле Клерка, работавшего на полуострове Гаспе с 1675 года, некоторые дети племени микмак писали на бересте — иногда это делалось путём оттискивания символов изогнутой соответствующим образом иглой дикобраза. Ле Клерк использовал эти знаки для записи молитв и в педагогических целях, вводя в случае необходимости новые символы. Его вариант письменности получил популярность среди индейцев микмак и использовался ими до XIX века. На сегодняшний день нет исторических или археологических доказательств использования письменности до прибытия Ле Клерка и неизвестно, насколько древними являлась эти мнемонические символы. Связь этой письменности с петроглифами микмак также остается невыясненной.
В настоящее время для языка микмак разработан ряд письменностей на основе латиницы.

## Вопросы классификации

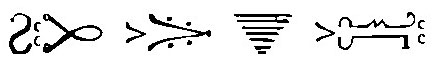
Текст обряда конфирмации, записанный письмом микмак. Текст читается: Koqoey nakla msɨt telikaqumila’laji? — дословно «Почему / те / все / после он сделал это им?», то есть «Почему необходимы все эти шаги?»

Среди ученых нет единого мнения, являлись ли логограммы микмаков до их адаптации Ле Клерком полноценной письменностью или только мнемоническим инструментом. Ив Гоббар и Уильям Фитцхаг с факультета антропологии Смитсоновского института пришли в 1978 году к выводу, что система являлась исключительно мнемонической, поскольку не могла использоваться для записи новых слов и понятий. Шмидт и Маршалл в 1995 году возразили, что вновь принятая форма была полностью функциональной письменностью и не ограничивалась только мнемоническими функциями. В таком случае, пиктография микмаков является старейшей американской письменностью к северу от Мексики.
Биологом Бари Феллом была выдвинута гипотеза, связывающая логограммы микмак с египетской иероглификой, которая, однако, не нашла поддержки в научных кругах.

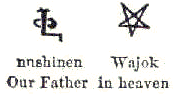
Начало христианской молитвы «Отче наш». Текст читается Nujjinen wa’so’q — «Наш отец / в небе»